# Botanische universiteitstuinen van Helsinki

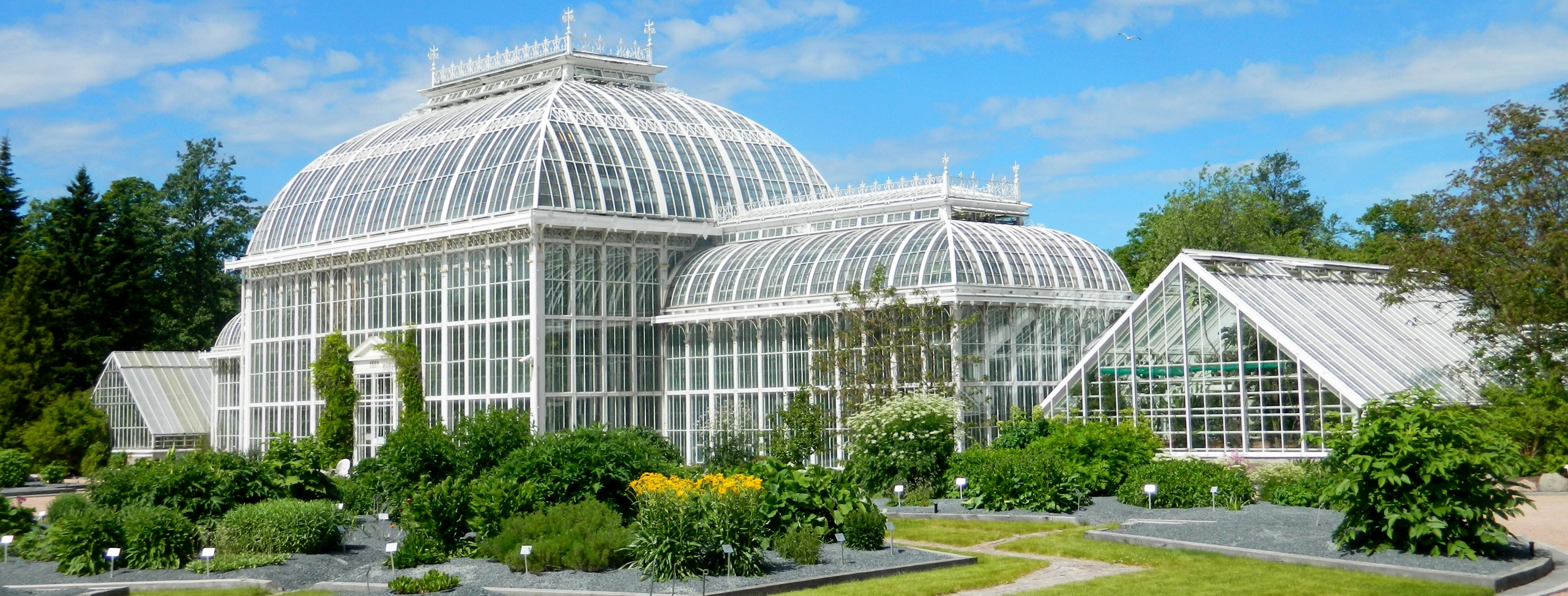
Botanische tuin in Kaisaniemi

De Botanische universiteitstuinen van Helsinki zijn twee botanische tuinen, allebei in de Finse hoofdstad Helsinki. Ze worden samen met het natuurhistorisch museum van Helsinki onderhouden door de universiteit van Helsinki als de Natuurhistorische musea van Finland.

## Botanische tuin in Kaisaniemi
De oudste van de twee tuinen is gebouwd als een persoonlijke tuin van gouverneur Hans Henrik Böje in 1763. Toen Helsinki in 1812 de nieuwe hoofdstad werd van het Grootvorstendom Finland werd besloten om van de tuin een gemeentelijke tuin te maken. De stadsarchitect van Helsinki, Carl Ludvig Engel, had een plan om van de tuin een groot publiek wandelpark te maken, maar omdat de stad Turku in 1827 vrijwel geheel afbrandde moesten de overgebleven planten van de botanische tuin van de Universiteit van Turku in het wandelpark ondergebracht worden. Frans Felderman, de hoofdtuinman van Botanische tuin van Sint-Petersburg, kreeg de opdracht deze nieuwe botanische tuin te ontwerpen. Hij verdeelde de tuin in twee delen, een tuingedeelte en een parkachtig arboretum. Hij ontwierp ook de kassen voor de nieuwe tuin, die pas in 1932 af waren. Rond 1850 werd de tuin aanzienlijk uitgebreid door Jean Wiik. Aan het eind van de 19e eeuw werden Feldermans kassen vervangen door stevigere stalen kassen, ontworpen door architect Carl Gustaf Nyström. Ook was Nyström verantwoordelijk voor het gebouw van het bijbehorende botanisch museum in 1903. Tijdens de vervolgoorlog werden de kassen zwaar beschadigd door een bomaanval. Deze zijn tussen 1950 en 1998 vrijwel geheel weer gerestaureerd.

## Botanische tuin in Kumpula
In de 20e eeuw begon de botanische tuin in de wijk Kaisaniemi te vol te raken. Toen in de jaren zeventig besloten werd om meer locaties voor de universiteit te openen in de stad werd ook de beslissing genomen een nieuw botanische tuin te stichten. Deze nieuw tuin kwam bij de campus in de wijk Kumpula. Voor de locatie werd gekozen voor de voormalige tuin van het landhuis Kumpula. De tuin heeft verschillende gebieden die de ecosystemen van verschillende continenten moeten voorstellen.